# Vignoble de la région de Montluçon
Le vignoble de la région de Montluçon est un vignoble établi autour de Montluçon et dans sa région. 
Au total, le vignoble historique de Montluçon regroupe 17 communes,.

## Histoire

### Moyen Âge

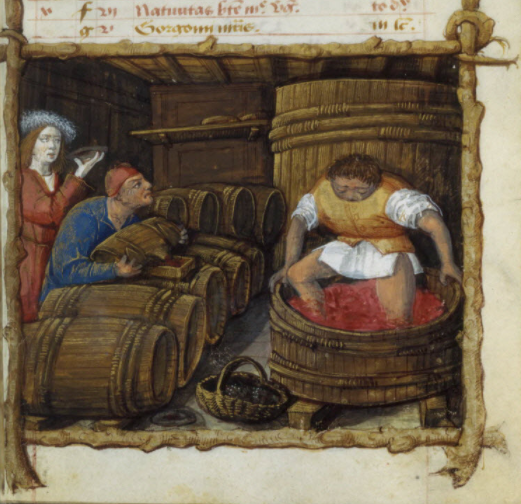
Le foulage du raisin en septembre, enluminure du peintre médiéval Jean de Montluçon (XVe siècle).

Au Moyen Âge, le vignoble de Montluçon et de sa région, dit « grand pays de vignes », était important à l'échelle régionale.  
Le vin de Montluçon était consommé en Bourbonnais, dans le sud-est du Berry, dans tout le Limousin et la Marche ainsi que dans toutes les Combrailles. Il était dans cette aire géographique notamment importé par les moines et autres ordres religieux pour servir de vin de messe. 

### Renaissance
En 1569, Nicolas de Nicolay, dans sa Description générale du Bourbonnais en 1569, ou Histoire de cette province (villes, bourgs, châteaux, fiefs, monastères, familles anciennes), indique que la châtellenie de Montluçon produit « quantité merveilleuse de très bon vins desquels se fournissent tous les ans partie de ceux du Limousin, de la Marche et de la Combraille ». 

### Époque moderne

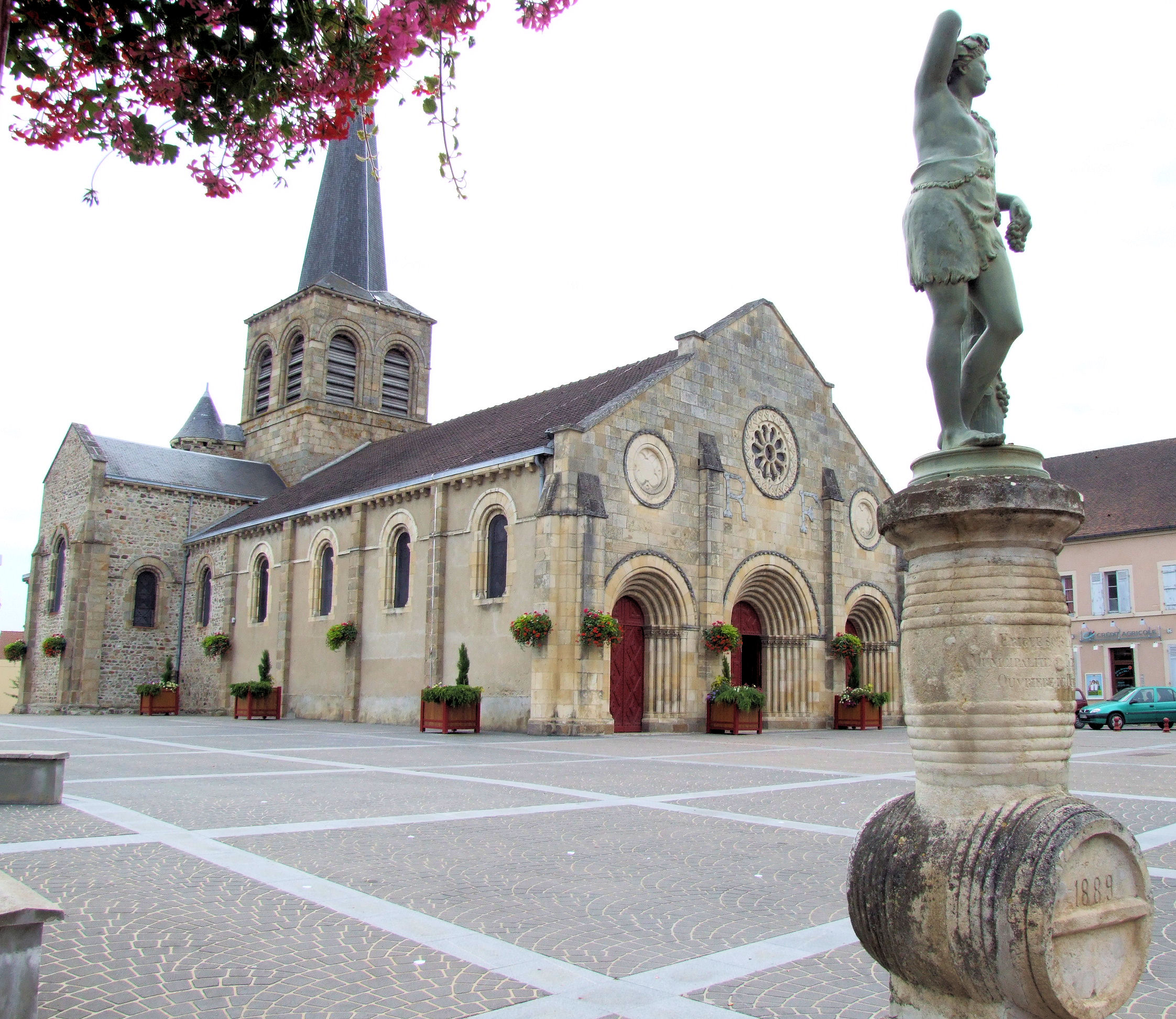
Place principale de Domérat et Statue de Bacchus debout sur un tonneau. La vigne est le symbole de la commune.

Montluçon est tout au long de l'époque moderne, du XVIe au XIXe siècle au centre d'un vignoble qui entoure toute la ville et qui forme une des économies principales des villages alentour.
Le travail de vigneron était jusqu'au début du XXe siècle la profession majoritaire des habitants de Domérat,. Des domaines viticoles dépendants de châteaux étaient encore présents au XIXe siècle.
Le phylloxéra apparaît pour la première fois en Bourbonnais le 24 mai 1886 sur la commune d'Huriel et porte un coup très sévère au vignoble. Le vignoble sera pourtant reconstitué (environ 2 500 hectares replantés sur les communes de Domérat et Huriel vers 1910) mais les aléas climatiques (gels de 1910) et le positionnement sur des vins courants (en concurrence avec les vins du Midi abondants et peu chers) feront disparaître petit à petit ce vignoble.

## État des lieux aujourd'hui

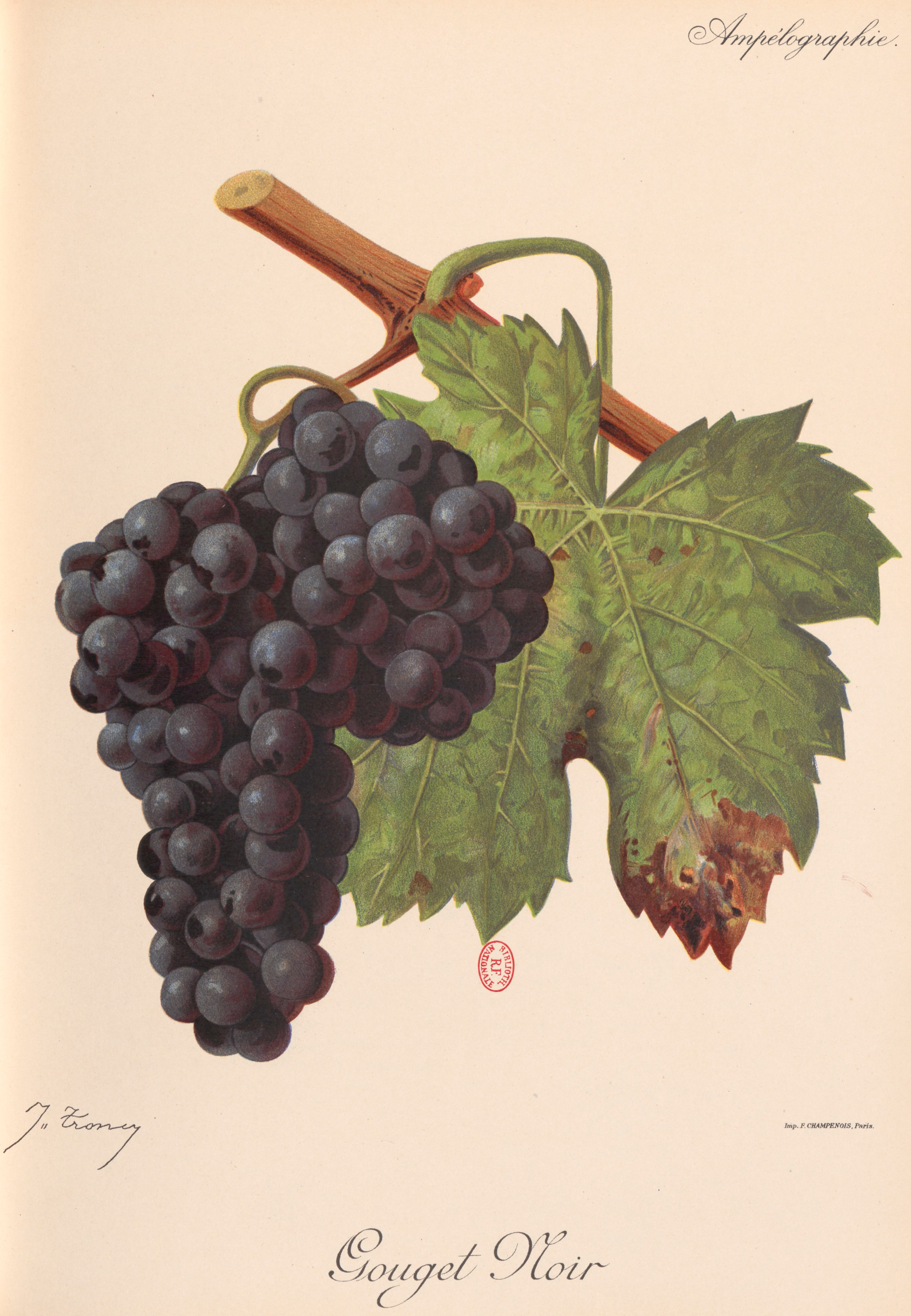
Le cépage gouget noir.

Il reste un seul viticulteur professionnel, au domaine du Champ de la Ronde, à Huriel, Gilles et Antoine Desgranges qui ont repris le flambeau paternel en 1999. Ils exploitent aujourd'hui 2 ha de vignoble, plantés il y a peu, et commercialisent environ 8 000 bouteilles en appellation « Vin de pays du Val de Loire ».
Deux associations continuent la tradition :
- À Domérat, Tradition du vignoble montluçonnais vendange chaque année les parcelles conservatoires du château de la Pérelle[11] où est établi le « musée de la vigne et du vin » ouvert en été (entrée gratuite) ;
- À Huriel, l'association Les Côtes de la Croze, créée en 2011, a pour but l'entretien et l'exploitation d'une vigne.

Le reste du vignoble est essentiellement constitué de vignes familiales. Ce patrimoine est en voie de disparition. 

Blason de la commune de Domérat dont le symbole sont les grappes de vignes : D'azur à la bande d'or chargée d'une bande de gueules, accompagnée de deux grappes de raisin aussi d'or, tigées et vrillées de sable, feuillées de sinople..

Depuis la fin des années 2010 de nouvelles tentatives pour relancer le vignoble montluçonnais sont mises en place notamment par l'utilisation d'un cépage spécifiquement montluçonnais : le gouget noir,,.

## Concours
Le concours des Vins de la vallée du Cher (du nom de la rivière locale) existe toujours à Domérat.
En 2007, 24 vignerons ont participé au 48e concours qui a même vu l'arrivée de deux nouveaux vignerons. Soixante vins ont été goûtés.
Le classement est établi en quatre catégories :
- Vins rouges (douze participants) ;
- Vins blancs (huit participants) ;
- Vins rosés (quinze participants) ;
- Vins « vieux rouge » (sept participants).

Le 51e concours a eu lieu le 27 février 2011.